# وجفیلد (حوزه سرشماری)، کارولینای جنوبی
وجفیلد (به انگلیسی: Wedgefield) یک منطقهٔ مسکونی در ایالات متحده آمریکا است که در شهرستان سومتر، کارولینای جنوبی واقع شده‌است. وجفیلد ۲۲٫۱ کیلومتر مربع مساحت و ۱٬۵۴۴ نفر جمعیت دارد و ۶۴ متر بالاتر از سطح دریا واقع شده‌است.